# Chemin du Ramelet-Moundi
Le chemin du Ramelet-Moundi (en occitan : camin del Ramelet Mondi) est une voie de Toulouse, chef-lieu de la région Occitanie, dans le Midi de la France.

## Situation et accès

### Description
Le chemin du Ramelet-Moundi est une voie publique. Il traverse le quartier de Lardenne.
Le chemin du Ramelet-Moundi correspond à l'ancien chemin vicinal no 64. Il est absorbé, au cours du XIXe siècle, par la route départementale no 50, qui va du carrefour de Lardenne, à Toulouse, où elle rejoint la route nationale no 632 (actuelle avenue de Lardenne), jusqu'à Plaisance-du-Touch, où elle rejoint la route départementale no 42 (actuelle rue du Docteur-Armaing) avant de franchir le Touch. En 2017, la gestion de la route est transférée à Toulouse Métropole sur la partie qui en traverse le territoire et elle est devenue la route métropolitaine no 50.
La chaussée compte une voie de circulation automobile dans chaque sens. Il n'existe pas d'aménagement cyclable.

### Voies rencontrées
Le chemin du Ramelet-Moundi rencontre les voies suivantes, dans l'ordre des numéros croissants (« g » indique que la rue se situe à gauche, « d » à droite) :
1. Chemin de la Fronde (g)
2. Chemin Savit (d)
3. Rond-point Louis-Destrem
4. Rue du Châtaigniers (d)
5. Avenue Pierre-Molette (d)
6. Rue Jacques-Cartier (d)
7. Chemin de Bordeblanche (g)
8. Chemin de Catala (d)
9. Chemin du Marin (g)
10. Chemin de Corneillan (g)
11. Rond-point Maurice-Ribis
12. Allée de N'Djamena (g)
13. Allée du Docteur-Ludwik-Lejzer-Zamenhof (d)
14. Rue des Ardennes (d)
15. Impasse Jean-Etchepare (g)
16. Chemin de Gaillardie (g)
17. Chemin de Ferro-Lébrès (d)
18. Rue de la Catalogne - Tournefeuille (d)
19. Rue de la Sardane - Tournefeuille (d)
20. Avenue du Docteur-Maurice-Grynfogel (g)
21. Impasse Pirac - Tournefeuille (d)
22. Chemin du Ramelet-Moundi - Tournefeuille

### Transports
Le chemin du Ramelet-Moundi est parcouru et desservi sur presque tout son parcours, entre l'allée des Vitarelles et le chemin de Gaillardie, puis entre l'avenue du Docteur-Maurice-Grynfogel et Tournefeuille, par la ligne de bus 67. Dans sa première partie, entre le chemin de Bordeblanche et l'allée du Docteur-Ludwik-Lejzer-Zamenhof, il est également desservi par la ligne de bus 46. Il se trouve en revanche éloigné des principales stations de métro de la ville.
De même, les stations de vélos en libre-service VélôToulouse restent relativement éloignées. Les plus proches sont les stations no 276 (1 chemin du Marin) et no 277 (10-12 allée Zamenhof).

## Odonymie

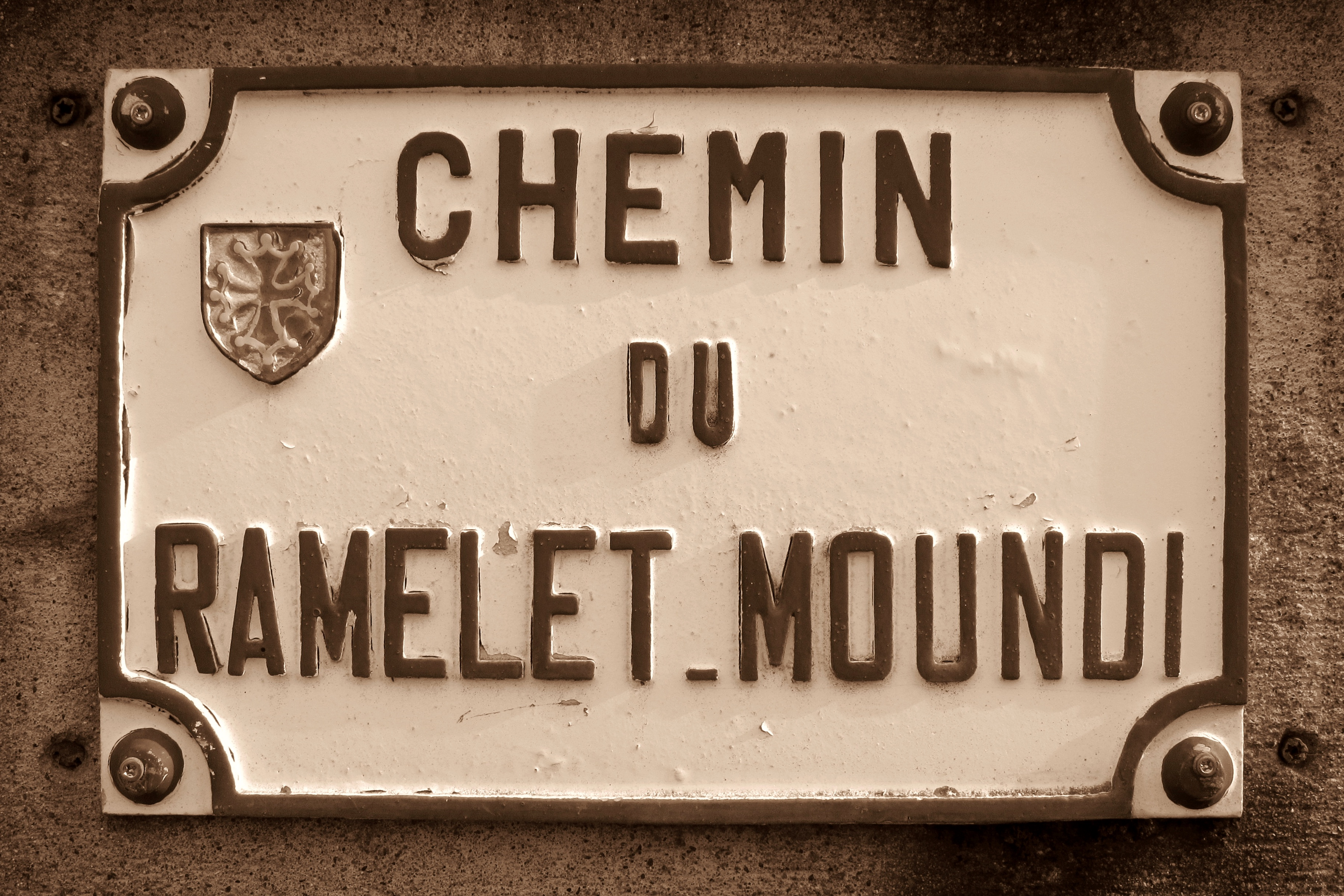
Plaque de rue.

Le nom du chemin est un hommage à l'œuvre principale de Pèire Godolin, poète toulousain de langue occitane. L'ouvrage, un recueil de textes divers, est un « petit rameau » ou un « bouquet de fleurs » (ramel, « rameau » en occitan, d'où le diminutif ramelet) de Toulouse, la « cité mondine », c'est-à-dire des comtes raimondins.

## Patrimoine et lieux d'intérêt

### Fermes et maisons toulousaines

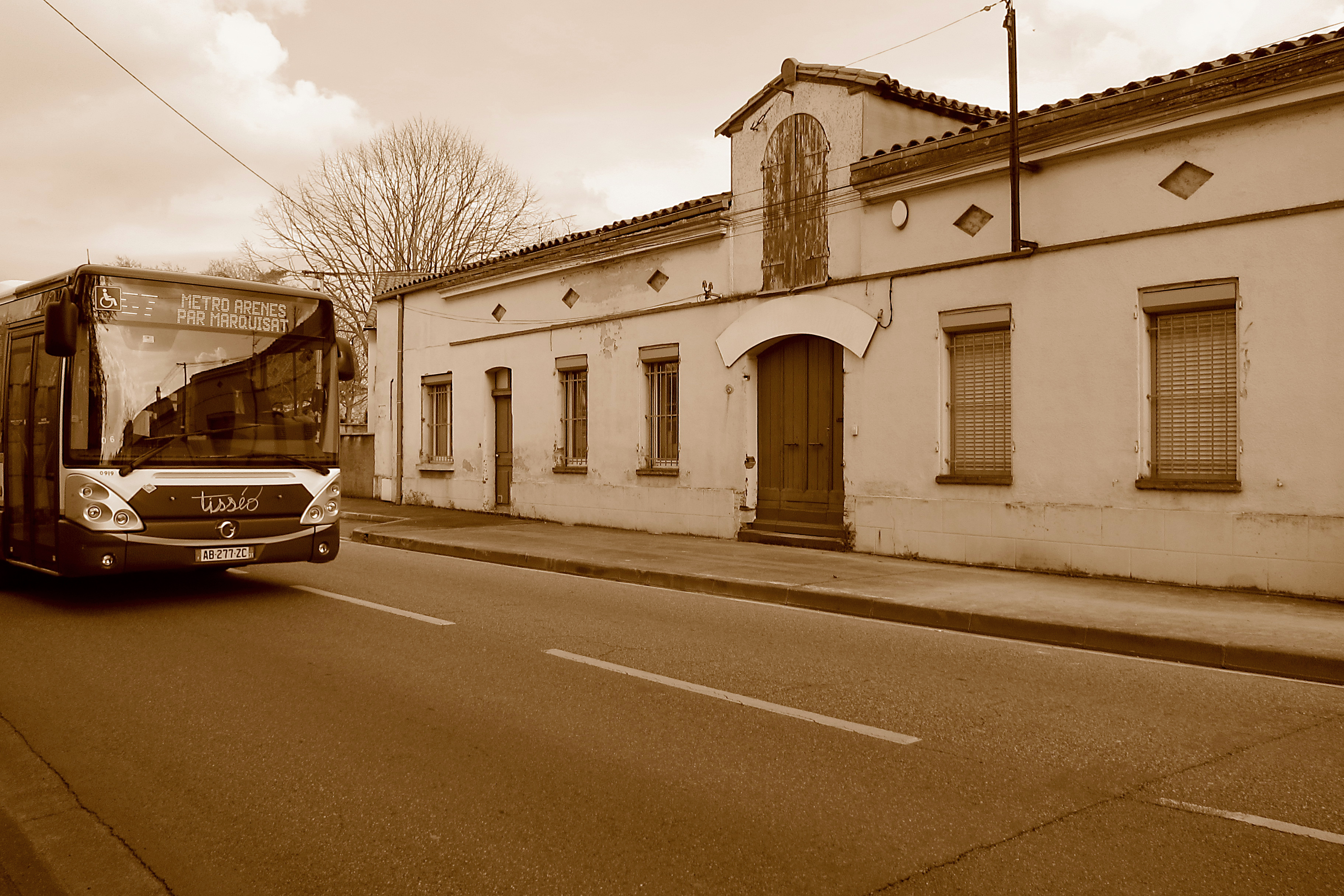
no 5 : ancienne ferme.

- no  5 : ferme (deuxième moitié du XIXe siècle)[3].
- no  7 : maison toulousaine (deuxième moitié du XIXe siècle)[4].
- no  25 : maison toulousaine (deuxième moitié du XIXe siècle).
- no  53 : maison toulousaine (deuxième moitié du XIXe siècle).
- no  57 : maison toulousaine (deuxième moitié du XIXe siècle)[5].
- no  63 : maison toulousaine (deuxième moitié du XIXe siècle)[6].
- no  70 : ferme Au Beau Cèdre (deuxième moitié du XVIIIe siècle)[7].
- no  80 : ferme (deuxième moitié du XVIIIe – XIXe siècle)[8].
- no  84 : ferme (deuxième moitié du XIXe siècle)[9].

### Immeubles et maisons
- no  24 bis : villa Phi Phi (deuxième quart du XXe siècle)[10].
- no  37 : maison (deuxième moitié du XXe siècle).